# Prix Sainte-Beuve
Il Prix Sainte-Beuve è un premio letterario francese. Conferito ogni anno nelle categorie Romanzo (o Poesie) e Saggio (o Critica); esso porta il nome dello scrittore Charles Augustin de Sainte-Beuve.
La giuria fondatrice era composta da Raymond Aron, Maurice Blanchot, Edmond Buchet, Maurice Nadeau, Jean Paulhan e Raymond Queneau.

## Autori premiati
- 1946: Georges Navel per Travaux[2]
- 1946: Raymond Abellio per Heureux les pacifiques
- 1947: Victor Kravtchenko per J'ai choisi la liberté
- 1947: Julien Blanc per Seule la vie Tome 2, Joyeux, fais ton fourbi...
- 1947 (gennaio 1948): Armand Hoog per L'accident
- 1947 (gennaio 1948): Antonin Artaud per Van Gogh ou le suicide de la société
- 1948: André Dhôtel per David
- 1948: Louis Martin-Chauffier per L'Homme et la bête
- 1949: Gilbert Cesbron per Notre prison est un royaume
- 1949: Claude Mauriac per André Breton
- 1949: Lise Deharme per La porte à côté
- 1949: Claude-Edmonde Magny per L'Âge d'or du roman américain
- 1950: François Gorrec per  La Septième Lune
- 1950: Jean-Charles Pichon per  Il faut que je tue M. Rumann
- 1951: Georges Poulet per Études sur le temps humain
- 1952: Pierre Boulle per Il ponte sul fiume Kwai
- 1952: René Étiemble per Le Mythe de Rimbaud
- 1953: Pierre Moinot per La Chasse royale
- 1954: Suzanne Lilar per Le Journal de l'analogiste
- 1955: Jean-Claude Brisville per D'un amour
- 1956: Henri Thomas per La Cible
- 1956: André Brincourt per Les Œuvres et les lumières
- 1957: Alexis Curvers per Tempo di Roma
- 1957: Alain Bosquet per  Poèmes - Les Testaments - Tome 1 (ou Premier testament)
- 1957: Emil Cioran  per La tentation d'exister (rifiutato)[3]
- 1958: Mongo Beti per Mission Terminée
- 1958: Jean Cathelin per Marcel Aymé ou le paysan de Paris
- 1959: Gilbert Prouteau per La Peur des femmes
- 1961: Robert Abirached per Casanova ou la Dissipation
- 1961: Patrick Waldberg per Promenoir de Paris
- 1962: Jérôme Peignot per L’Or des fous
- 1962: Robert Poulet per Contre l'amour
- 1963: Alphonse Boudard per La Cerise
- 1963: Bernard Delvaille per Essai sur Valery Larbaud
- 1964: Michel Breitman per Sébastien
- 1965: Roger Rabiniaux per Le Soleil des dortoirs
- 1966: Daniel Boulanger per Le Chemin des caracoles
- 1966: Jean-Claude Renard per La terre du sacre
- 1968: Lucie Faure per L'Autre personne
- 1968: Marc Soriano per les Contes de Perrault, culture savante et tradition populaire
- 1969: Pierre Schaeffer per Le Gardien de volcan
- 1969: Jean-Pierre Attal  per L'Image «métaphysique» et autres essais
- 1982: Laurence Cossé per Les Chambres du Sud
- 1983: Michel Luneau per Folle-alliée
- 1984: Vladan Radoman per Le Ravin
- 1985: Marie-Claire Bancquart per Anatole France, un sceptique passionné
- 1986: Rafaël Pividal per Grotius
- 1987: Boris Schreiber per La Traversée du dimanche
- 1987: Éric Ollivier per Les livres dans la peau

## Prix Sainte-Beuve des collégiens
Nel 2008 è stato istituito il Prix Sainte-Beuve des collégiens, chiamato anche Prix Sainte-Beuve des collégiens et des apprentis. Un concorso interscolastico di critica letteraria precede l'elezione, da parte degli studenti e apprendisti, di un romanzo per giovani lettori. Ideato e coordinato da Pierric Maelstaf, questo premio è supportato dall'associazione "ça & là" e il Consiglio dipartimentale di Pas-de-Calais.
- 2008:  Hélène Vignal per Passé au rouge
- 2009: Yaël Hassan per Suivez-moi jeune homme
- 2010: Gemma Malley per La Déclaration
- 2010: Guillaume Mesnier per Rien
- 2011: Julia Billet per Sayonara samouraï
- 2012: Jay Asher per Treize Raisons
- 2013: Yves Grevet per Seuls dans la ville
- 2014: Florence Hinckel per Théa pour l'éternité
- 2015: Isabelle Pandazopoulos per La Décision
- 2016: Charlotte Erlih per  20 pieds sous terre ex aequo con Anne-Sophie Silvestre per Ma Gare d’Austerlitz
- 2017: Caroline Solé per La Pyramide des besoins humains.
- 2018: Florence Hinckel per #Bleue
- 2019: Sarah Crossan per Inséparables
- 2020: Nancy Guilbert e Marie Corot per Deux secondes en moins